# World of Our Own (canción)
«World of Our Own» (en español: «Mundo nuestro») es el título de una canción interpretada por la boy band irlandesa Westlife, incluída en su tercer álbum de estudio titulado, World of Our Own (2001), Se lanzó como el segundo sencillo del álbum el 4 de febrero de 2002 bajo los sellos discográficos RCA Records, BMG Music y Syro Music. Fue integrada en el film del canal Disney, You Wish!. 
"World of Our Own", alcanzó el número 1 en Reino Unido, convirtiéndose en su décimo y haciéndolo parte de un pequeño grupo de artistas en los charts británicos de la historia.
La canción fue el mejor sencillo vendido en el año 2002 en Reino Unido. La canción recibió certificaciones de plata por vender más de 200 000 copias.
En Japón, un EP fue lanzado en el 2002 cómo World of Our Own - Hits No. 1 con un diferente listado.

## Vídeo musical
Los miembros de la banda están vestidos como gánsteres y entran en un jeep americano. Hasta el primer coro, la banda canta debajo de un puente. Luego, van a un balcón de un edificio futurista y luego en un desierto puente. Mientras cantan , la oscuridad llega y el sol brilla haciendo a todas (las personas) felices. La canción termina con la escena en la cima de un techo de otro edificio futurista debajo del puente de dónde habían iniciado. 

### Nota
Hay otro video de esta canción que muestra a los miembros de la banda grabando la canción dentro del estudio.

## Listado

### CD1
1. «World of Our Own» (Single Remix) - 3:28
2. «Crying Girl» - 3:39
3. «Angel» (Remix) - 4:22
4. «World of Our Own» (Video) - 3:28

### CD2
1. «World of Our Own» (Single Remix) - 3:28
2. «I Promise You That» - 3:35
3. «Angel» (Video) - 4:22

### Japan EP
1. «World of Our Own» (Single Remix) - 3:28
2. «Queen of My Heart» (Radio Edit) - 4:08
3. «Crying Girl» - 3:39
4. «Uptown Girl» (Radio Edit) - 3:06
5. «My Love» (Radio Edit) - 3:52
6. «Against All Odds» (Mariah Carey featuring Westlife) - 3:21
7. «En Ti Deje Mi Amor» ("I Lay My Love on You" - Single Remix) - 3:29
8. «Con Lo Bien Que Te» ("When You're Looking Like That" - Single Remix) - 3:52

## EP Japonés
1. «World of Our Own» (Single Remix) - 3:28
2. «Queen of My Heart» (Radio Edit) - 4:08
3. «Crying Girl» - 3:39
4. «Uptown Girl» (Radio Edit) - 3:06
5. «My Love» (Radio Edit) - 3:52
6. «Against All Odds» (Mariah Carey featuring Westlife) - 3:21
7. «En Ti Deje Mi Amor» ("I Lay My Love on You" - Single Remix) - 3:29
8. «Con Lo Bien Que Te Ves» ("When You're Looking Like That" - Single Remix) - 3:52

## Lanzamiento
| Country        | Release Date          |
| -------------- | --------------------- |
| Reino Unido    | 18 de febrero de 2002 |
| Estados Unidos | 14 de mayo de 2002    |

## Posicionamiento
| Listas                    | Posición |
| ------------------------- | -------- |
| Australian Singles Chart  | 21       |
| Austrian Singles Chart    | 10       |
| Danish Singles Chart      | 5        |
| Netherlands Singles Chart | 29       |
| German Singles Chart      | 11       |
| Irish Singles Chart       | 3        |
| Italy Singles Chart       | 41       |
| Japanese (Tokio Hot 100)  | 42       |
| New Zealand Singles Chart | 6        |
| Norwegian Singles Chart   | 13       |
| Swedish Singles Chart     | 11       |
| Swiss Singles Chart       | 26       |
| UK Singles Chart          | 1        |
| UK Airplay Chart          | 3        |
| U.S. Pop Airplay Chart    | 41       |